# لپ‌دنس

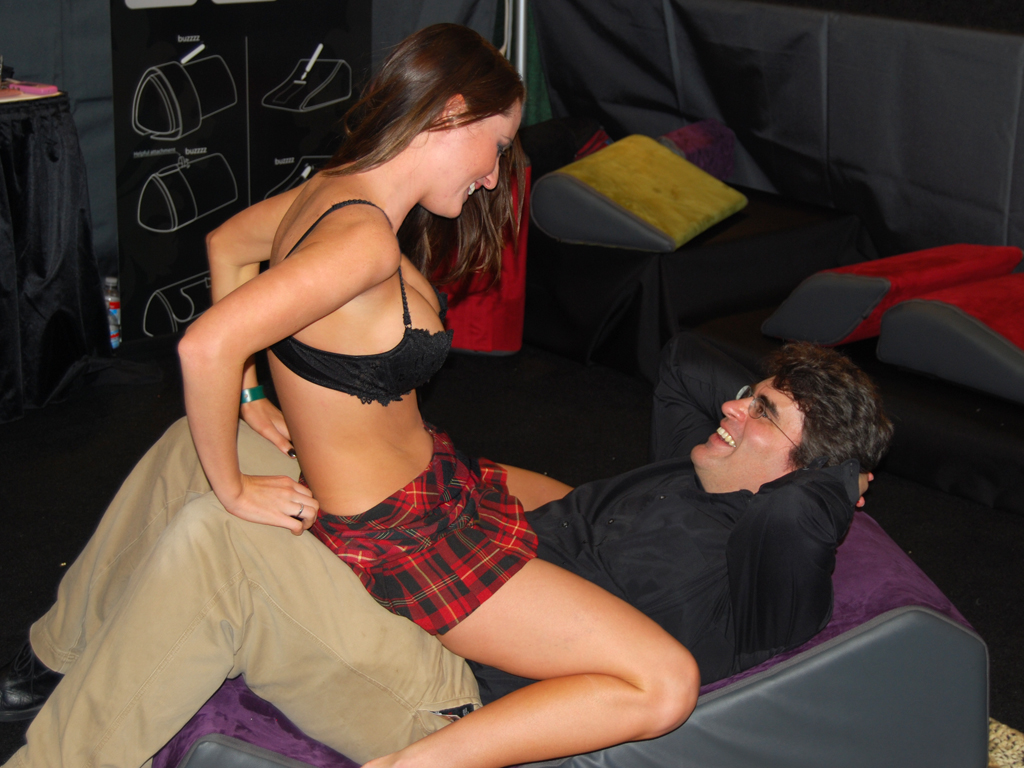
یک استریپر که روی آلت تناسلی مشتری نشسته است

لَپ‌دَنس (به انگلیسی: Lapdance) یا رقص در دامان یا رقص توبغلی گونه‌ای رقص شهوانی است که در برخی باشگاه‌های شبانه اجرا می‌شود. در این‌گونه رقص، مشتری بر روی مبل تکیه داده و رقصنده در فاصله نزدیک یا در تماس با پاهای مشتری می‌رقصد. در مورد این‌گونه برنامه‌های تفریحی بزرگسال هنوز هم انتقادهایی وجود دارد چراکه گفته می‌شود در برخی از کلوپ‌ها ممکن است به‌جای رقص که امری آزاد و قانونی است، فرصتی برای روسپی‌گری ایجاد گردد که در بسیاری کشورها ازجمله بریتانیا، غیرقانونی و جرم محسوب می‌گردد.
به نظر روزنامه گاردین، پژوهش‌ها نشان داده که بیشتر رقصندگان توبغلی از روی ناچاری و فقر به‌این کار روی آورده‌اند.